# FC Tekstilshchik Ivanovo
FC Tekstilshchik Ivanovo (em russo:  ФК «Текстильщик» Иваново) é um clube de futebol da cidade de Ivanovo, na Rússia. Atualmente disputa a Russian Football National League.